# Pontas Soltas (banda desenhada)
Pontas Soltas é o nome de dois romances gráficos do ilustrador português Ricardo Cabral. O primeiro, Pontas Soltas - Cidades, lançado em 2012 pelas Edições ASA, traz cinco bandas desenhadas curtas sobre cinco diferentes cidades. Ainda em 2012, este livro ganhou o prêmio de "melhor desenho" no Amadora BD e, no ano seguinte, conquistou o Troféu HQ Mix como "destaque língua portuguesa". Em 2014, foi lançado o livro Pontas Soltas - Lisboa, novamente pela ASA. O livro trouxe, mais uma vez, BDs curtas (criadas entre 2004 e 2013), porém desta vez todas ambientadas em Lisboa. No ano seguinte, este álbum ganhou o Troféu Central Comics nas categorias "Melhor Publicação Nacional" e "Melhor Arte".